# SIGTSTP
В POSIX-системах, SIGTSTP — сигнал, посылаемый c терминала для приостановки выполнения процесса (обычно — комбинацией Ctrl-Z). Для возобновления выполнения используется сигнал SIGCONT.
SIGTSTP — целочисленная константа, определенная в заголовочном файле signal.h. Символьные имена сигналов используются вместо номеров, так как в разных реализациях номера сигналов могут различаться.

## Этимология
SIG — общий префикс сигналов (от англ. signal), TSTP — сокращенное написание англ. TTY stop — остановка с терминала. Где TTY — англ. teletypewriter — телетайп; телетайпы были первыми компьютерными терминалами.

## Использование
Сигнал SIGTSTP посылается процессу при нажатии комбинации «стоп» (обычно Ctrl-Z) на управляющем терминале, и, по умолчанию, приостанавливает его выполнение. Выполнение процесса будет возобновлено только после получения сигнала SIGCONT.
В отличие от сигнала SIGSTOP, SIGTSTP может быть обработан программой или проигнорирован.